# KVC Westerlo
Maillots
Actualités
Le Koninklijke Voetbal Club Westerlo est un club de football belge fondé en 1933 et basé à Westerlo. Le club est présidé par Oktay Ercan.
Le club compte un seul trophée majeur à son palmarès, la Coupe de Belgique, qu'il remporte en 2001. En championnat de première division, son meilleur classement est une sixième place, obtenue à trois reprises. Le club a également participé à quatre compétitions européennes, ne parvenant à franchir un tour que lors du deuxième tour préliminaire de la Ligue Europa 2011-2012. Le club évolue en jaune et bleu, et son sponsor principal est la société Soudal.
Le club évolue lors de la saison 2024-2025 en Jupiler Pro League, premier niveau du football belge. C'est sa 54e saison en séries nationales et sa 21e parmi l'élite.

## Histoire

### Clubs éphémères à Westerlo
Le premier club de football fondé à Westerlo date de 1917, quand des étudiants de la localité créent le Sportkring De Bist Westerlo. Ce club est actif jusqu'en 1922. Deux ans plus tard, un nouveau club est lancé dans la ville, le Westerlo Football Club. Ce dernier s'affilie à l'Union Belge le 18 juin 1924, et est versé dans les séries régionales anversoises. En décembre 1926, il reçoit le matricule 379. Ce club n'a pas une existence beaucoup plus longue, car il cesse ses activités le 10 mars 1930 et est radié par la Fédération.

### Fondation du club
Un an plus tard, un club est de nouveau créé à Westerlo, le Bist Sport Westerloo. En septembre 1933, un autre club voit le jour dans le village, le Westerloo Sport. Ces deux clubs s'affilient le même jour à l'Union Belge, le 1er octobre 1933, et reçoivent les matricules 2024 pour le Sport et 2027 pour le Bist, qui adapte alors son appellation en Sportkring Westerloo. Le 5 août 1942, Westerloo Sport change son nom en Voetbal Club Westerlo. Quelques semaines plus tard, le 23 septembre, le Sportkring démissionne de la fédération nationale, et son matricule est radié. Bien que les deux présidents se soient rapprochés à ce moment-là, il n'y a pas de fusion officielle entre les deux équipes, ce qui permet au VC Westerlo de conserver son matricule 2024.

### Premier passage en nationales
Westerlo gravit ensuite petit à petit les échelons dans les séries provinciales anversoises. En 1960, il rejoint l'élite provinciale, où il joue plusieurs derbys contre le KFC Heultje, un club d'une entité voisine, avec lequel les supporteurs entretiennent une forte rivalité. Huit ans plus tard, le club découvre les séries nationales, rejoignant ainsi la Promotion. Dès sa première saison, le club remporte le titre dans sa série, et est promu en Division 3. Il passe tout près du titre l'année suivante, terminant deuxième à trois points d'Eupen, champion. La saison suivante est par contre très mauvaise pour le club, qui finit quinzième et est relégué en Promotion.
Le club loupe la remontée directe, terminant deuxième derrière Looi Sport, puis rentre dans le rang les saisons suivantes, n'obtenant au mieux qu'une troisième place en 1975. En 1981, il finit dernier de sa série et est renvoyé en première provinciale, après treize saisons consécutives dans les divisions nationales. Un an plus tard, le club subit une nouvelle relégation et recule encore d'un niveau. Le VC Westerlo rebondit rapidement, et en deux ans et autant de montées, il est de retour en Promotion, où il retrouve le KFC Heultje, son rival présent en nationales depuis la saison précédente.

### Retour en nationales: l'ascension vers la Division 1
Comme lors de son premier passage par la Promotion, Westerlo remporte directement le titre et est promu en Division 3. Un an plus tard, il y est rejoint par Heultje, ce qui donne lieu à de nouvelles confrontations au niveau national. Pendant cinq saisons, les deux clubs alternent leurs performances, tantôt Westerlo devançant Heultje au classement, tantôt l'inverse. Au début des années 1990 toutefois, les deux entités connaissent un destin opposé. Alors qu'Heultje doit lutter pour son maintien en 1992-1993, et sera relégué un an plus tard, Westerlo remporte sa série et rejoint pour la première fois de son Histoire la Division 2.
Le club rate de peu une participation au tour final pour la montée en Division 1 dès sa deuxième saison en deuxième division. Reconnu « Société Royale » le 13 octobre 1994, le club change son nom pour Koninklijke Voetbal Club Westerlo en fin de saison. Après une saison en demi-teinte en 1995-1996, Westerlo lutte jusqu'au bout pour le titre en 1996-1997, finalement remporté par Beveren, avec une avance de deux points. Le club est donc qualifié pour le tour final, qu'il remporte, s'ouvrant ainsi les portes de l'élite nationale pour la première fois.

### Westerlo parmi l'élite du football belge
En accédant à la première division, Westerlo recrute plusieurs joueurs dans les divisions inférieures pour se renforcer, comme Toni Brogno ou Benoît Thans. Cela deviendra par la suite une sorte de « marque de fabrique » pour le club, qui offre régulièrement leur chance à des joueurs issus de Division 2 ou Division 3.
Pour ses deux premières saisons en Division 1, le club finit à chaque fois douzième, à l'abri de la relégation. Il marque les esprits le 5 septembre 1998 en infligeant un cinglant 6-0 au Sporting d'Anderlecht. La saison 1999-2000 marque un premier pic dans la progression du club, et le début de « l'ère Ceulemans ». Il finit sixième du classement général avec la troisième meilleure attaque, et se qualifie ainsi pour la prochaine Coupe Intertoto. De plus, Toni Brogno, néo-Diable Rouge, est meilleur buteur de la compétition avec trente buts, à égalité avec le norvégien de La Gantoise Ole Martin Årst. C'est également lors de cette saison, le 22 avril 2000 que le club signe sa plus large victoire, 8-0 contre Malines, deux semaines après avoir battu Anderlecht 5 à 0.
Pour sa première compétition européenne, Westerlo subit deux revers importants au premier tour de la Coupe Intertoto 2000 et est éliminé d'emblée. En championnat, il termine à la huitième place, confirmant son bon classement de l'année précédente. Mais c'est surtout en Coupe de Belgique que le club réalise son plus grand exploit en décrochant le trophée. C'est le premier, et à ce jour seul trophée majeur dans l'Histoire du club. Cette victoire le qualifie pour le premier tour de la prochaine Coupe UEFA. Westerlo y est éliminé directement, après deux courtes défaites face au Hertha Berlin.
En championnat, Westerlo rentre dans le rang durant deux saisons, finissant quatorzième et dixième, sans jamais être menacé de relégation pour autant. En 2003-2004, le club égale son meilleur classement en terminant sixième, ce qui le qualifie à nouveau pour la Coupe Intertoto, sans plus de succès puisqu'il y est à nouveau éliminé dès le premier tour. Par la suite, le club se stabilise en milieu de classement durant quatre saisons.
En 2008-2009, Westerlo finit à nouveau sixième, après avoir lutté longtemps pour une qualification européenne. L'attaquant colombien Jaime Alfonso Ruiz est toutefois le meilleur buteur du championnat, neuf ans après Toni Brogno. La saison suivante, le championnat ne compte plus que seize équipes à la suite de la réforme de la première division, et voit l'instauration d'un système de play-offs. Avec sa douzième place en championnat, le club est versé dans le groupe A des « Play-offs 2 ». Il le remporte, et est ensuite battu en finale de ces play-offs par Genk.
En 2010-2011, le club est à nouveau versé en Play-offs 2. Il remporte une nouvelle fois son groupe, et ensuite la finale des play-offs 2 face au Cercle de Bruges. Parallèlement, Westerlo réalise une nouvelle campagne exceptionnelle en Coupe de Belgique, atteignant la finale, dix ans après avoir remporté le trophée. Mais cette fois, le Standard de Liège met fin aux rêves des campinois en s'adjugeant le trophée. Par après, le club doit encore disputer un match de barrages face au FC Bruges pour déterminer le tour d'entrée lors de la prochaine Ligue Europa, mais la direction de Westerlo propose d'annuler ce match et de laisser le « meilleur » ticket à Bruges, ce qui est accepté par leurs adversaires et par l'Union Belge.
Westerlo débute donc la saison 2011-2012 par le deuxième tour préliminaire de la Ligue Europa. Pour la première fois de son Histoire, il remporte un match européen, et se qualifie pour le tour suivant, où il est éliminé par les Young Boys. En championnat par contre, le club réalise sa plus mauvaise saison depuis son accession à l'élite, ne quittant les deux dernières places que l'espace d'une journée. Au terme de la phase classique du championnat, le club termine à la quinzième place, et doit jouer les « Play-offs 3 » face à Saint-Trond, dernier. Il remporte ce duel et dispute ensuite le tour final de Division 2 avec Waasland-Beveren, Eupen et Ostende pour tenter de conserver sa place parmi l'élite. Il termine troisième de ce mini-championnat et est donc relégué à l'étage inférieur après quinze saisons consécutives au plus haut niveau.

### De la Division 2 à la Division 1B
Après la relégation, l'entraîneur emblématique du club sur les dix dernières années, Jan Ceulemans, s'en va et cède sa place à Frank Dauwen. Ce dernier est remercié à quelques journées de la fin du championnat, une fois le titre mathématiquement hors de portée. Il est remplacé par son adjoint Vedran Pelic jusqu'au terme de la saison régulière puis par Dennis Van Wijk pour le tour final. Le club termine troisième de cette mini-compétition et doit rester une saison supplémentaire en Division 2. La saison suivante, le club livre un mano a mano pour le titre avec le KAS Eupen. Les deux équipes se rencontrent au Kuipje, Westerlo comptant alors un point d'avance sur son hôte. Le club campinois remporte le match et le titre de champion, ce qui lui permet de remonter en Division 1.
Pour son retour parmi l'élite, le club assure assez facilement son maintien en terminant la compétition à la 11e place sur 16. La saison suivante s'avère, par contre, plus compliquée, le club luttant pour son maintien jusqu'à la dernière journée et terminant le championnat à la 15e place. Lors de la saison 2016-2017, les Campinois luttent à nouveau pour leur maintien au sein de l'élite, mais achèvent la compétition à la 16e et dernière place synonyme de relégation à l'échelon inférieur. Le KVC Westerlo retrouve donc la Division 2, renommée Division 1B, trois ans après l'avoir quittée.

## Palmarès et statistiques

### Titres et trophées
| Compétitions officielles | Compétitions internationales |
| - Championnat de Belgique de deuxième division - Champion (2) - 2014 et 2022. - Vice-champion (1) - 1997. - Championnat de Belgique de troisième division - Champion (1) - 1993. - Vice-champion (1) - 1970. - Championnat de Belgique de quatrième division - Champion (2) - 1969 et 1985. - Vice-champion (1) - 1972. - Coupe de Belgique - Vainqueur (1) - 2001. - Finaliste (1) - 2011. | - Ligue Europa (C3) - Meilleure performance : Troisième tour (1) - 2012 - Coupe Intertoto (C4) - Meilleure performance : Deuxième tour (1) - 2004 |
| Compétitions régionales | Tournois saisonniers |
| | |

### Bilan
Statistiques mises à jour le 26 février 2025 (terme de la saison 2024-25)
| Niv | Divisions     | Jouées | Titres | TM Up | TM Down |
| --- | ------------- | ------ | ------ | ----- | ------- |
| I   | 1re nationale | 21     | 0      |       |         |
| II  | 2e nationale  | 11     | 1      | 2     | 1       |
| III | 3e nationale  | 10     | 1      |       |         |
| IV  | 4e nationale  | 12     | 2      |       |         |
| V   | 5e nationale  | 0      | 0      |       |         |
|     |               |        |        |       |         |
|     | TOTAUX        | 54     | 4      | 2     | 1       |

- TM Up : test-match pour départager des égalités, ou toutes formes de Barrages ou de Tour final pour une montée éventuelle.
- TM Down : test-match pour départager des égalités, ou toutes formes de Barrages ou de Tour final pour le maintien.

### Classements saison par saison
| Ordre               | Saison  | Nom du club  | Niveau             | Classement final | Remarques            |
| ------------------- | ------- | ------------ | ------------------ | ---------------- | -------------------- |
| 1                   | 1968-69 | VC Westerlo  | Promotion série B  | 1er/16           | Champion et promu    |
| 2                   | 1969-70 | VC Westerlo  | Division 3 série B | 2e/16            | [ saisons 1 ]        |
| 3                   | 1970-71 | VC Westerlo  | Division 3 série A | 15e/16           | Relégué              |
| 4                   | 1971-72 | VC Westerlo  | Promotion série C  | 2e/16            |                      |
| 5                   | 1972-73 | VC Westerlo  | Promotion série C  | 11e/16           |                      |
| 6                   | 1973-74 | VC Westerlo  | Promotion série B  | 5e/16            |                      |
| 7                   | 1974-75 | VC Westerlo  | Promotion série B  | 3e/16            |                      |
| 8                   | 1975-76 | VC Westerlo  | Promotion série C  | 9e/16            |                      |
| 9                   | 1976-77 | VC Westerlo  | Promotion série C  | 9e/16            |                      |
| 10                  | 1977-78 | VC Westerlo  | Promotion série B  | 10e/16           |                      |
| 11                  | 1978-79 | VC Westerlo  | Promotion série C  | 11e/16           |                      |
| 12                  | 1979-80 | VC Westerlo  | Promotion série C  | 13e/16           |                      |
| 13                  | 1980-81 | VC Westerlo  | Promotion série B  | 16e/16           | Relégué              |
| séries provinciales |         |              |                    |                  |                      |
| 14                  | 1984-85 | VC Westerlo  | Promotion série C  | 1er/16           | Champion et promu    |
| 15                  | 1985-86 | VC Westerlo  | Division 3 série B | 9e/16            |                      |
| 16                  | 1986-87 | VC Westerlo  | Division 3 série B | 3e/16            |                      |
| 17                  | 1987-88 | VC Westerlo  | Division 3 série B | 6e/16            |                      |
| 18                  | 1988-89 | VC Westerlo  | Division 3 série B | 4e/16            |                      |
| 19                  | 1989-90 | VC Westerlo  | Division 3 série B | 8e/16            |                      |
| 20                  | 1990-91 | VC Westerlo  | Division 3 série B | 12e/16           |                      |
| 21                  | 1991-92 | VC Westerlo  | Division 3 série B | 4e/16            |                      |
| 22                  | 1992-93 | VC Westerlo  | Division 3 série B | 1er/16           | Champion et promu    |
| 23                  | 1993-94 | VC Westerlo  | Division 2         | 11e/16           |                      |
| 24                  | 1994-95 | VC Westerlo  | Division 2         | 6e/18            |                      |
| 25                  | 1995-96 | KVC Westerlo | Division 2         | 12e/18           |                      |
| 26                  | 1996-97 | KVC Westerlo | Division 2         | 2e/18            | Promu via Tour final |
| 27                  | 1997-98 | KVC Westerlo | Division 1         | 12e/18           |                      |
| 28                  | 1998-99 | KVC Westerlo | Division 1         | 12e/18           |                      |
| 29                  | 1999-00 | KVC Westerlo | Division 1         | 6e/18            |                      |
| 30                  | 2000-01 | KVC Westerlo | Division 1         | 8e/18            |                      |
| 31                  | 2001-02 | KVC Westerlo | Division 1         | 14e/18           |                      |
| 32                  | 2002-03 | KVC Westerlo | Division 1         | 10e/18           |                      |
| 33                  | 2003-04 | KVC Westerlo | Division 1         | 6e/18            |                      |
| 34                  | 2004-05 | KVC Westerlo | Division 1         | 12e/18           |                      |
| 35                  | 2005-06 | KVC Westerlo | Division 1         | 9e/18            |                      |
| 36                  | 2006-07 | KVC Westerlo | Division 1         | 8e/18            |                      |
| 37                  | 2007-08 | KVC Westerlo | Division 1         | 9e/18            |                      |
| 38                  | 2008-09 | KVC Westerlo | Division 1         | 6e/18            |                      |
| 39                  | 2009-10 | KVC Westerlo | Division 1         | 12e/16           | Play-offs 2          |
| 40                  | 2010-11 | KVC Westerlo | Division 1         | 8e/16            | Play-offs 2          |
| 41                  | 2011-12 | KVC Westerlo | Division 1         | 15e/16           | Relégué              |
| 42                  | 2012-13 | KVC Westerlo | Division 2         | 3e/18            | Tour final           |
| 43                  | 2013-14 | KVC Westerlo | Division 2         | 1er/18           | Champion et promu    |
| 44                  | 2014-15 | KVC Westerlo | Division 1         | 11e/16           | Play-offs 2          |
| 45                  | 2015-16 | KVC Westerlo | Division 1         | 15e/16           |                      |
| 46                  | 2016-17 | KVC Westerlo | Division 1         | 16e/16           | Relégué              |
| 47                  | 2017-18 | KVC Westerlo | Division 1B        | 7e/8             | Play-down            |
| 48                  | 2018-19 | KVC Westerlo | Division 1B        | 4e/8             | Play-offs 2          |
| 49                  | 2019-20 | KVC Westerlo | Division 1B        | 2e/8             | Play-offs 2          |
| 50                  | 2020-21 | KVC Westerlo | Division 1B        | 4e/8             |                      |
| 51                  | 2021-22 | KVC Westerlo | Division 1B        | 1er/8            | Champion et promu    |
| 52                  | 2022-23 | KVC Westerlo | Division 1A        | 8e/18            |                      |
| 53                  | 2023-24 | KVC Westerlo | Division 1A        | 12e/16           |                      |
| 54                  | 2024-25 | KVC Westerlo | Division 1A        | 9e/16            |                      |

### Parcours européens
Westerlo a disputé quatre campagnes européennes, dans deux compétitions européennes : la Coupe Intertoto et la Ligue Europa (anciennement Coupe UEFA). Ses deux qualifications pour la Ligue Europa sont obtenues via la Coupe de Belgique. Il ne franchit qu'une seule fois un tour, lors de sa participation à la Ligue Europa 2011-2012.
| Compétition     | Édition   | Tour                 | Adversaire      | Match aller | Match retour | Score cumulé | Résultat |
| --------------- | --------- | -------------------- | --------------- | ----------- | ------------ | ------------ | -------- |
| Coupe Intertoto | 2000      | 1er tour             | NK Primorje     | 5-0         | 0-6          | 0-11         | Éliminé  |
| Coupe UEFA      | 2001-2002 | 1er tour             | Hertha Berlin   | 0-2         | 1-0          | 0-3          | Éliminé  |
| Coupe Intertoto | 2004      | 2e tour              | FC Tescoma Zlín | 0-0         | 3-0          | 0-3          | Éliminé  |
| Ligue Europa    | 2011-2012 | 2e tour préliminaire | TPS Turku       | 0-1         | 0-0          | 1-0          | Qualifié |
|                 |           | 3e tour préliminaire | Young Boys      | 3-1         | 0-2          | 1-5          | Éliminé  |

## Personnalités du club

### Entraîneurs
Depuis 1982, année où le club retombe en deuxième provinciale, Westerlo a connu douze entraîneurs différents, signe d'une certaine stabilité du club à ce niveau. Jos Heyligen effectue notamment trois passages au club, avec à chaque fois une montée à l'étage supérieur à la clé. L'entraîneur au plus long règne est Jan Ceulemans, qui reste six saisons en place entre 1999 et 2005. Si l'on ajoute les quatre saisons de son second mandat, il a donc déjà passé dix saisons à la tête du club, ce qui constitue un autre record.
Les Néerlandais Barry Hulshoff, Dennis van Wijk et le Bosnien Vedran Pelić sont les seuls entraîneurs étrangers du club sur la période couverte.
| Rang | Nom                | Période   |
| ---- | ------------------ | --------- |
| 1    | Louis Leysen       | 1982-1984 |
| 2    | Jos Heyligen       | 1984-1986 |
| 3    | Marcel Corens      | 1986-1988 |
| 4    | Dirk Verbraken     | 1989      |
| 5    | Raymond Jaspers    | 1989      |
| 6    | Dirk Verbraken (2) | 1989-1992 |
| 7    | Jos Heyligen (2)   | 1982-1983 |
| 8    | Werner Helsen      | 1993      |
| 9    | Stef Verelst       | 1993-1994 |
| 10   | Barry Hulshoff     | 1994-1995 |

| Rang | Nom                    | Période   |
| ---- | ---------------------- | --------- |
| 11   | Erwin Vandenbergh      | 1995-1996 |
| 12   | Francky Dekenne        | 1996      |
| 13   | Jos Heyligen (3)       | 1996-1999 |
| 14   | Jan Ceulemans          | 1999-2005 |
| 15   | Herman Helleputte      | 2005-2007 |
| 16   | Jan Ceulemans          | 2007-2012 |
| 17   | Frank Dauwen           | 2012-2013 |
| 18   | Vedran Pelić (intérim) | 2013      |
| 19   | Dennis van Wijk        | 2013-2015 |
| 20   | Harm van Veldhoven     | 2015      |

| Rang | Nom              | Période     |
| ---- | ---------------- | ----------- |
| 21   | Bob Peeters      | 2015-2016   |
| 22   | Jacky Mathijssen | 2016-2017   |
| 23   | Vedran Pelić     | 2017        |
| 24   | Bob Peeters (2)  | 2017-2021   |
| 25   | Jonas De Roeck   | 2021-2023   |
| 26   | Rik De Mil       | 2023-2024   |
| 27   | Bart Goor        | 2024        |
| 28   | Timmy Simons     | 2024-2025   |
| 29   | Issame Charaï    | Depuis 2025 |

### Anciens joueurs emblématiques
- Samir Beloufa
- Toni Brogno
- Christian Brüls
- Julien Cools
- Ronny Gaspercic
- Nico Van Kerckhoven
- Marc Schaessens
- Jajá
- Nabil Dirar
- Rachid Farssi
- Tosin Dosunmu
- Peter Utaka
- Chris Janssens
- Bart Goor
- Leandro Trossard
- Filip Daems
- Frédéric Gounongbe
- Lukáš Zelenka
- Carl Hoefkens
- Joris Van Hout

## Structure du club

### Stade
Le KVC Westerlo dispute ses matches à domicile dans le stade du Kuipje depuis sa fondation en 1933. Ce nom est un hommage au stade du Feyenoord Rotterdam, De Kuip, le suffixe « je » en néerlandais pouvant être traduit en français par « petit ». La configuration actuelle du stade permet d'accueillir un peu moins de 8 000 personnes, réparties dans les quatre tribunes qui bordent chaque côté du terrain.
Depuis 2008, le terrain dispose d'un système de chauffage de la pelouse, permettant la tenue de matches en hiver. Le club a été le troisième en Belgique, après Genk et le Standard de Liège à installer un tel système.